# Hypothecla honos
Hypothecla honos is een vlinder uit de familie van de Lycaenidae. De wetenschappelijke naam van de soort is voor het eerst geldig gepubliceerd in 1898 door De Nicéville.